# 琉球生命保険
琉球生命保険相互会社（りゅうきゅうせいめいほけん）は、復帰前の沖縄に存在した生命保険会社である。

## 概要
第二次世界大戦後の米軍占領下における沖縄で1948年（昭和23年）11月に嘉数昇らによって創業された。当初は非法人組織として設立され、その後、米国民政府が出資する特殊法人としての株式会社となり、1960年には米国民政府の保有した株式が売却され純粋民間法人としての相互会社となる。
1972年（昭和47年）に沖縄が本土復帰するまでの占領下、沖縄で営業を行っていた生命保険会社は、沖縄生命保険（復帰直後に協栄生命保険（現ジブラルタ生命保険）へ統合）と当社の2社であった。ただ、経営規模は本土の生命保険会社とは比較にならず、本土復帰後の独立経営は困難であることが明白であったことから、1973年（昭和48年）に統合を前提に日本生命保険と業務提携。1975年（昭和50年）8月1日に、全契約を日本生命に包括移転し、同日解散した。

## 沿革

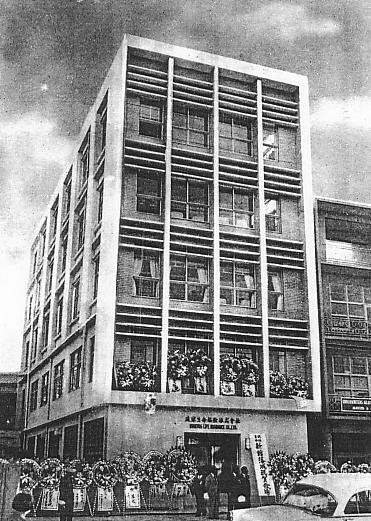
1955年頃の琉球生命本社ビル

- 1948年11月6日 - 嘉数昇宅で発起人会を開く。
- 1949年1月25日 - 琉球列島米国軍政府、布告に基づく労務者賠償保険業務を認可。
- 1952年6月10日 - 琉球列島米国民政府が「琉球生命保険株式会社の設立（米国民政府布令第80号）」を公布し、非法人組織だった琉球生命が法人化される。
- 1953年2月6日 - 生命保険事業を開始。
- 1953年12月25日 - 奄美群島の日本復帰により、大島支店を閉鎖。同支店の保険契約を協栄生命（2000年に破綻）に移転。
- 1955年9月21日 - 事務所を自社ビルに移転。
- 1957年9月15日 - 通貨交換により、保険金額等をUSドルに換算する。
- 1960年4月1日 - 米国民政府の所有する株式が回収され、民間会社としての相互会社に組織変更する。
- 1964年3月23日 - 嘉数昇が代表取締役社長を辞任。
- 1965年12月27日 - 嘉数昇が代表取締役社長に復帰。
- 1968年12月7日 - 「琉球生命本館」が完成し、本社機能を移転。
- 1971年3月19日 - 外国保険事業者として、日本本土における保険事業免許を取得[1]。「東京事務所」「東京支店」「大阪支店」を開設し、本土進出を果たす。
- 1972年5月15日 - 日本の国内保険事業者免許をみなし取得する[2]。日本復帰に伴う通貨交換により、保険金額等を円に換算する。
- 1973年5月25日 - 日本生命保険と業務提携を結ぶ。
- 1973年7月17日 - 日本生命の協力の下、「株式会社日本生命琉球保険代理社」が設立。
- 1975年5月30日 - 定時社員総代会にて、日本生命保険への保有保険契約全部包括移転を決議[3]
- 1975年8月1日 - 琉球生命が解散し[4]、保険契約は日本生命に包括移転[3]（事実上、吸収合併）される。
- 1976年3月5日 - 琉球生命の清算事務が完了。

## 商品一覧
- 終身保険
- 養老保険
- 新種養老保険
- くらしの保険
- 新種くらしの保険
- 特種くらしの保険
- 倍額保険
- くらしの設計保険
- 災害倍額くらしの設計保険
- 住宅保険
- 生活設計保険
- こども保険
- 入学祝金付愛の養育保険
- おやこ保険
- 新種おやこ保険
- 貯蓄保険
- しあわせ貯蓄保険
- ゆたかな年金保険
- 団体定期保険